# Арда (Толкин)
Према делима Џ. Р. Р. Толкина, Арда је име дато планети Земљи у праисторији, и у њој су се налазила сва места описана у Господару прстенова и осталим Толкиновим делима. Међу њима су неколико мора и океана, континенти Средња земља и Аман, као и потопљено острво Нуменор и остала, од Толкина неименована, подручја.

## Настанак и карактеристике
Арда је, по постанку, била део Ее, универзума свега што постоји. Арда је створена из музике Аинура, намењене деци Илуватара (тј, Вилењацима и Људима).